# Выборы в Совет Безопасности ООН (2005)

Члены Совета безопасности ООН после выборов 2005 года.

Выборы в СБ ООН прошли 10 октября 2005 года на 60 ГА ООН в Штаб-квартире ООН.
Новыми непостоянными членами Совета безопасности ООН на 2 года избраны Республика Конго, Гана, Катар, Словакия и Перу. Свою работу в Совбезе они начали с 1 января 2006 года. Республика Никарагуа также претендовавшая на место в Совете безопасности, не получила нужного количества голосов.

## Географическое распределение
В соответствии с правилами географического распределения из непостоянных членов Совета безопасности, а также сложившейся практикой, члены избирались следующим образом: два из Африки, один из Азии, один из стран Латинской Америки и Карибского бассейна, и один из Восточной Европы и других государств.

## Кандидаты
Существовали только пять объявленных кандидатов на пять мест. Таким образом, они легко получили необходимые 2 / 3 голосов в Генеральной Ассамблее.